# Stictopisthus artus
Stictopisthus artus là một loài tò vò trong họ Ichneumonidae.